# القبر الطيبي رقم TT319

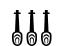
نفرو مكتوباً بالخط الهيروغليفي

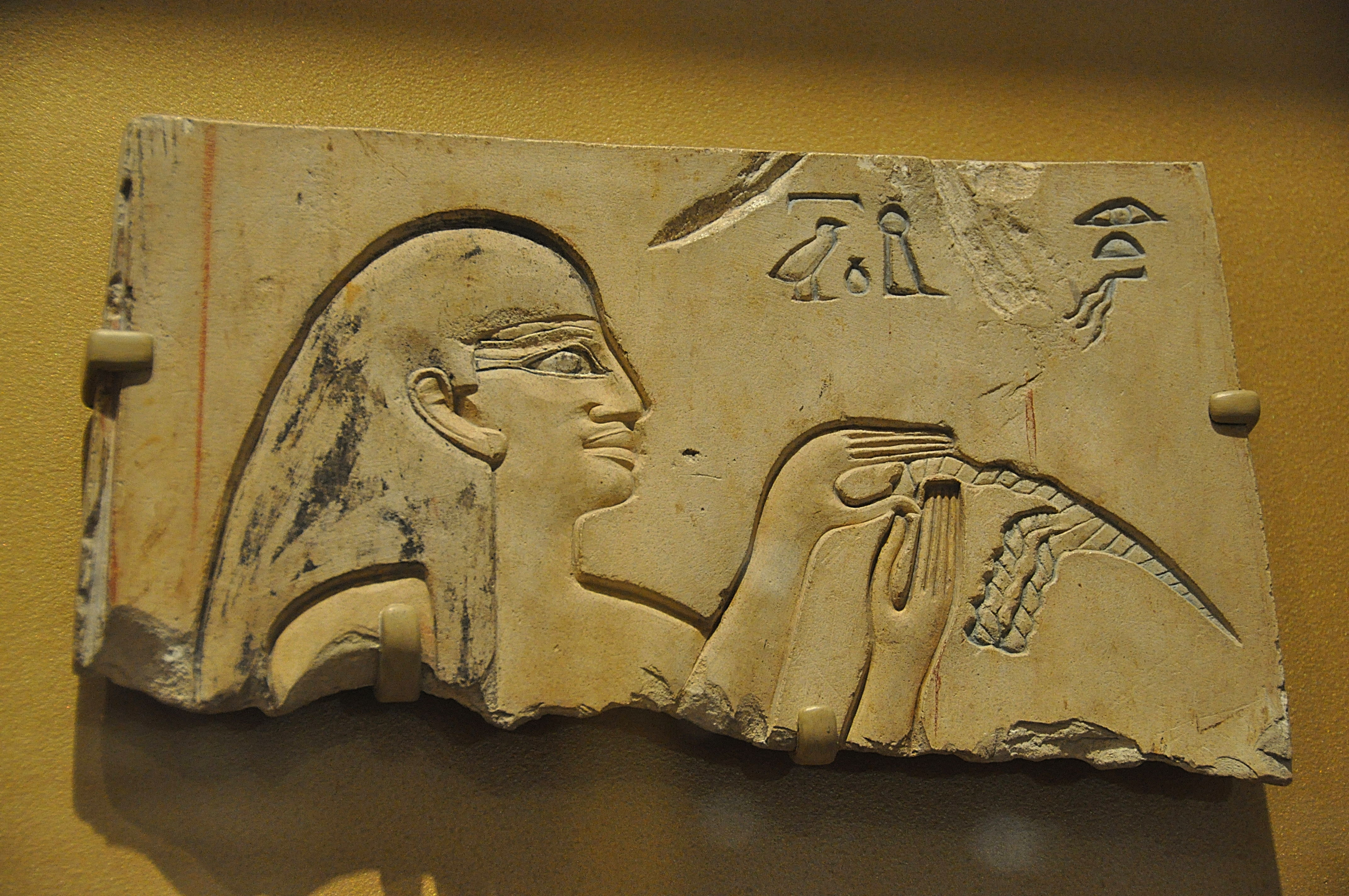
شظية من نقوش المقبرة تظهر مصففة شعر

تقع المقبرة الطيبية رقم TT319 على الضفة الغربية لنهر النيل في الدير البحري الذي يُعتبر جزء من أجزاء الجبانة الطيبية، و تقابلها على الضفة الشرقية مدينة الأقصر. و صاحبة المقبرة هي الزوجة الملكية نفرو الثانية، و هي زوجة الملك المصري القديم منتوحتب الثاني (حوالي 2000 قبل الميلاد). و كانت نفرو بنت الملكة إعح و الملك إنتف الثالث. 
يتكون قبر نفرو من هيكل مرصوف بألوح من الحجر الجيري و منحوت في صخور طيبة. و تم تزيين هذا الهيكل بمناظر ذات نقش غائر و بارز. و هذه النقوش تظهر الملكة مع مصففة الشعر و الخدم و مناظر دينية. إلا أن هذه المناظر لا يوجد منها اليوم إلا من هو في حالة سيئة. فأحجار الهيكل كان يتم إستخدامها في العصور القديمة كمحجر. و ما تبقى منها من شظايا موجود الآن في العديد من المتاحف حول العالم.
خلف الهيكل يوجد ممر يؤدي إلى حجرة الدفن، التي تم تزينها أيضاً. و يوجد على الجدران كرانيش مرسومة تعبر عن أمتعة الدفن و نصوص دينية طويلة مماثلة لنصوص التابوت. و يوجد أيضا في حجرة الدفن تابوت الملكة. و عندما تم التنقيب عن حجرة الدفن وجدوا محتوياتها مبعثرة.
تقع المقبرة شمال المعبد الجنائزي لمنتوحتب الثاني بالضبط، و هي حالياً تحت أرضية معبد حتشبسوت. و تم ترك مدخل مفتوح يؤدي إلى المقبرة في هذه المنشئة الأخيرة.